# NGC 381
NGC 381 је расејано звездано јато у сазвежђу Касиопеја које се налази на NGC листи објеката дубоког неба.
Деклинација објекта је + 61° 35' 0" а ректасцензија 1h 8m 20,0s. Привидна величина (магнитуда) објекта NGC 381 износи 9,3. NGC 381 је још познат и под ознакама OCL 317.